# Vltava (Nová Pec)
Vltava, bis 1949 Oiberg, ist eine Ansiedlung der Gemeinde Nová Pec in Tschechien. Sie liegt acht Kilometer nordwestlich von Horní Planá und gehört zum Okres Prachatice.

## Geographie
Vltava befindet sich im Nationalpark Šumava im Böhmerwald. Die Streusiedlung erstreckt sich zwischen den Einmündungen der Bäche Hajný potok und Jezerní potok rechtsseitig der Moldau; sie liegt in den Moldauauen am oberen Ende des Moldaustausees. Nördlich erhebt sich der U hvozdecké cesty (902 m n.m), im Nordosten der Želnavský vrch (Salnauer Berg, 815 m n.m.), östlich der Hrad (Hausberg, 940 m n.m) und der Bělský vrch (Großer Berg, 782 m n.m), südwestlich die Kobylí hlava (994 m n.m) und der Koňský vrch (Roßberg, 1026 m n.m.), im Westen der Hajný vrch (Hegerberg, 826 m n.m) sowie nordwestlich der Ovesný vrch (Wahlberg, 842 m n.m), der Perník (Lebzelterberg, 1048 m n.m) und der Hvozd (Hochwald, 1047 m n.m.). Am westlichen Ortsrand verläuft die Bahnstrecke České Budějovice–Černý Kříž, der nächste Haltepunkt ist Ovesná.
Nachbarorte sind Chlum, Pěkná und Záhvozdí im Norden, Slunečná und Želnava im Nordosten, Bělá und Pernek im Osten, Hory und Nové Chalupy im Südosten, Dlouhý Bor im Süden, Hojsova Pila, Láz und Nová Pec im Südwesten, Pod Lesem und Jelení im Westen sowie Ovesná im Nordwesten.

## Geschichte
Um 1600 entstand am Unterlauf des Seebaches kurz vor dessen Mündung in die Moldau die Mahl- und Sägemühle Höpfelmühle. Im Jahre 1840 war die zu Parkfried konskribierte Rustikalmühle Höpfelmühle noch das einzige Anwesen auf diesem Teil der Moldauauen. Pfarrort war Salnau. Bis zur Mitte des 19. Jahrhunderts blieb die Höpfelmühle der Allodialherrschaft Krumau untertänig.
Nach der Aufhebung der Patrimonialherrschaften bildete die Höpfelmühle ab 1849 eine Einschicht der Gemeinde Parkfried im Gerichtsbezirk Oberplan. Ab 1868 gehörte die Mühle zum Bezirk Krumau. In dieser Zeit entstand nördlich der Mühle an dem durch die sumpfigen Moldauauen führenden Fahrweg nach Tusset für den Holzbedarf des Schwarzenbergschen Schwemmkanals eine neue Holzhauersiedlung, die am 30. August 1869 in den Salnauer Matriken erstmals unter dem Namen Neuberg erwähnt wurde. Ab 1880 bildete die Siedlung unter der Bezeichnung Olberg bzw. Olivetín einen Ortsteil von Parkfried. Seit Beginn des 20. Jahrhunderts wurde die Ortschaft mit Oiberg bezeichnet; der Name leitet sich nach der Lage des Ortes hinter dem Großen Berg jenseits der Moldau am äußersten Ende des Gemeindegebietes von Parkfried von dem im deutschen Böhmerwalddialekt für Ende gebrauchten Wort „Oicht“ her. Im Jahre 1900 bestand Oiberg aus 24 Häusern, in denen 181 Personen lebten. Beim Zensus von 1910 wurden in Oiberg 194 Einwohner in 24 Häusern gezählt. Im selben Jahre wurde die Bahnstrecke Budweis-Salnau bis zum Schwarzen Kreuz verlängert, nördlich von Oiberg entstand der Haltepunkt Haberdorf. Adolph Joseph Fürst zu Schwarzenberg kaufte 1910 die Höpfelmühle für 10.000 Gulden auf und übertrug deren Betrieb der Fürstliche Schwarzenbergischen Forstverwaltung. Im Jahre 1920 lebten in den 25 Häusern von Oiberg 159 Personen. 1930 bestand das Dorf 24 Häusern, in denen wiederum 159 Menschen lebten. Im Ort gab es das Gasthaus Kutscherjogl (Nr. 22); am Abzweig des Weges nach Salnau stand eine Kapelle. Im Oktober 1938 wurde das Dorf in Folge des Münchner Abkommens dem Deutschen Reich zugeschlagen und gehörte bis 1945 zum Landkreis Krummau. Nach dem Ende des Zweiten Weltkriegs kam Oiberg an die Tschechoslowakei zurück und die deutschböhmische Bevölkerung wurde auf Grund der Beneš-Dekrete zum großen Teil vertrieben. Oiberg wurde nur in geringem Umfang mit Tschechen wiederbesiedelt. 1948 wurde Oiberg dem Okres Prachatice zugeordnet. 1949 erfolgte die Umbenennung in Vltava, die Gemeinde Parkfried erhielt im Jahr zuvor den neuen Namen Bělá. 1950 lebten in den 25 Häusern von Vltava nur noch 40 Personen. Ein Großteil der Neusiedler verließ den Ort wieder; der überwiegende Teil der Häuser blieb unbewohnt und wurde ebenso wie die am Weg nach Želnava gestandene Brücke Pašerácký most abgebrochen. In den 1950er Jahren erfolgte der Bau der Moldautalsperre. Im Zuge der Gebietsreform von 1960 wurde die Gemeinde Bělá aufgelöst; Vltava wurde nach Nová Pec umgemeindet und verlor dabei seinen Status als Ortsteil. Vltava besteht heute nur noch aus zwei Häusern, darunter der Pension Hubertus, sowie den Gebäuden der ehemaligen Höpfelův mlýn (Höpfelmühle).

## Ortsgliederung
Vltava ist Teil des Katastralbezirks Nová Pec. Die Ansiedlung gehört zum Ortsteil Dlouhý Bor.

## Sehenswürdigkeiten
- Naturdenkmal Vltavský luh, das Moorgebiet an der oberen Moldau ist seit 1989 unter Schutz gestellt.
- Stausee Lipno, sein Stauraum endet bei Vltava